# Paul Rodgers
Paul Bernard Rodgers, (* 17. prosince 1949) je anglický rockový zpěvák a skladatel známý jako člen skupin Free a Bad Company. Obě skupiny slavily mezinárodní úspěchy zejména v 70. letech. Předtím než se stal sólovým umělcem, byl členem skupin The Firm a The Law. V letech 2004–2009 koncertoval a nahrával se skupinou Queen pod jménem Queen + Paul Rodgers. Rodgers používá nickname "The Voice".

## 60. léta: Free
Rodgers se narodil v severoanglickém městě Middlesbrough. Hrál na baskytaru (později zpíval) v lokální skupině The Roadrunners, která se před odchodem z Middlesbrough do Londýna přejmenovala na The Wildflowers. Dalšími členy této skupiny byli Micky Moody (později též ve Whitesnake) a Bruce Thomas (později ve skupině Elvis Costello and The Attractions). Rodgers se na britské hudební scéně objevil v roce 1968 jako zpěvák/skladatel bluesových rockerů Free. V roce 1970 prorazili do mezinárodních rozhlasových žebříčků s písní "All Right Now", kterou Rodgers napsal společně s baskytaristou skupiny Andy Fraserem. Společnost ASCAP v roce 1990 tuto píseň označila jako hit číslo jedna v mezinárodním měřítku, protože jenom v samotných Spojených státech ji rádia vysílala milionkrát. Tato píseň byla důležitou pro Rodgersovu stylizaci a byla důležitou součástí formování soundu britských blues-rockových skupin. V té době patřili Free a Led Zeppelin k nejžádanějším britským skupinám. Free vydali pět špičkových alb, ve kterých byly kombinovány styly blues, balada a rock. V roce 2000, kdy byla píseň "All Right Now" hrána v britských rozhlasových stanicích již více než dvoumiliónkrát, dostal Paul Rodgers ood British Music Industry cenu „Multi Million Award“.
Skupina Free se rozpadla začátkem roku 1973. Ostatní členové Free měli skupinu nazvanou Kossoff, Kirke, Tetsu and Rabbit, která u Island Records nahrála jedno album. Rogers s touto skupinou neměl nic společného. Free se pak ještě sešli na nahrávání alba nazvaného Free at Last (1973) a členové Kossoff, Kirke, Tetsu a Rabbit založili skupinu, která nahrála "Wishing Well (1974)."

## 70. léta: Bad Company
Rodgers založil svou další skupinu Bad Company, společně s Mick Ralphsem, bývalým kytaristou Mott the Hoople. Rodgers řekl: "Zkoušeli jsme s Mickem najít nějaké jméno pro naši skupinu. Když jsem mu zavolal a řekl 'Bad Company', položil telefon."
Bad Company úspěšně koncertovali v letech 1973 až 1982 a měli několik hitů jako "Feel Like Making Love", "Can't Get Enough", "Shooting Star", "Bad Company" a "Run With The Pack". Rodgers též předvedl svůj talent na několika stopách na "Bad Company" a "Run With The Pack", kde hrál na piano; "Rock And Roll Fantasy" na kytaru; a na baladě "Seagull" hrál Rodgers na všechny nástroje. Bad Company získali šest platinových alb dokud Rodgers skupinu v roce 1982 neopustil a unaven slávou neodešel ke své rodině.

## 80. léta
Začátkem 80. let se povídalo, že by Rodgers měl zpívat se skupinou The Rossington-Collins Band (sestavenou ze zbytků Lynyrd Skynyrd), ale toto spojení se nikdy neuskutečnilo, protože Rodgers byl příliš zaměstnán svými vlastními projekty.[zdroj?]
V říjnu 1983 Rodgers vydal své první sólové album Cut Loose, pro které složil veškerou hudbu a hrál na všechny nástroje. V žebříčku Billboard's Pop Albums dosáhlo album neuspokojivého 135. místa. Rodgers hral poprvé v duu s Jimmym Pageom na charitativním turné na podporu nemocných roztroušenou sklerózou – US ARMS (Action Research into Multiple Sclerosis). Turné inicioval Eric Clapton a vedle Rodgerse a Pagea zde vystupovali Jeff Beck, Joe Cocker, Steve Winwood a další umělci. Inspirací bylo postižení bývalého člena Small Faces Ronnie Lanea touto chorobou. Tak vznikla skupina The Firm, která vydala dvě alba a podnikla dvě turné. Obě turné skupiny Firm se setkala pouze s průměrnou pozorností.[zdroj?]. Navzdory kritice dosáhla obě alba skupiny Firms, The Firm a Mean Business, slušných prodejních úspěchů a přinesla rozhlasové hity "Radioactive", na kterém Rodgers hrál kytarové sólo, "Satisfaction Guaranteed", a ve Velké Británii oblíbené "All The King's Horses".

## 90. léta
Skupina The Law, kterou Rodgers v roce 1991 založil společně s bývalým bubeníkem skupin The Who a Faces Kenney Jonesem a nahrál žebříčkový hit "Laying Down The Law" který dosáhl 126. pozice v žebříčku Pop Albums chart časopisu Billboard. Nevydané druhé album je označováno jako The Law II.
Rodgers potvrdil vliv Jimiho Hendrixe spoluprací se Slashem, bývalou Hendrixovou doprovodnou skupinou Band Of Gypsys (Buddy Miles and Billy Cox) a nahrál píseň "I Don't Live Today" album s názvem In From The Storm věnované Hendrixovi. Později se Rodgers spojil s Neal Schonem, kytaristou skupiny Journey a vydal The Hendrix Set, koncertní CD interpretující Hendrixovy skladby, nahrané v roce 1993. Následovalo kanadské a americké turné.
Sólové CD Muddy Water Blues: A Tribute to Muddy Waters, nominované na cenu Grammy, bylo vydáno v roce 1993. Rodgers napsal titulní skladbu a doprovázeli ho kytaristé Brian May, Gary Moore, David Gilmour, Jeff Beck, Steve Miller, Buddy Guy, Richie Sambora, Brian Setzer, Slash a Trevor Rabin.
Pro 25. výročí festivalu Woodstock v roce 1994, Rodgers sestavil na poslední chvíli skupinu ve složení Jason Bonham bicí, Andy Fraser (Free) baskytara, Slash kytara a Schon, vystupující jako Paul Rodgers Rock and Blues Revue.
V roce 1995 založil novou skupinu ve které hráli Jaz Lochrie baskytara, Jimmy Copley bicí a Geoff Whitehorn kytara. Skupina (The Paul Rodgers Band) cestovala po Evropě, USA a Velké Británii do roku 1998 a vydala tři alba – Now, Live a Electric.
Nové studiové album roku 1997 Now bylo znovu vydáno jako součást 2 CD Now and Live, které se umístilo na mezinárodním žebříčku Top 30. Singl "Soul Of Love" koloval půl roku na více než 86 amerických rozhlasových stanicích. Jeho světové turné roku 1997 navštívilo Rusko, Japonsko, Kanadu, USA, Velkou Británii, Německo, Francii, Rumunsko, Bulharsko, Izrael, Brazílii, Řecko a Argentinu.

## 2000-současnost
Rodgers se soustředil na sólovou kariéru a vydal Electric, jeho šesté sólové CD. Již v prvním debutovém týdnu se singl "Drifters" umístil jako číslo 1 na seznamu amerických rozhlasových stanic, Most Added FMQB Hot Trax, číslo 2 na Most Added R&R Rock a jako číslo 3 na Most Added Album Net Power Cuts. Singl "Drifters" zůstal 8 týdnů na rockovém žebříčku časopisu Billboard. V témže roce odehrál vyprodané koncerty v Anglii, Skotsku, Austrálii, Spojených státech a Kanadě. Poté, co se objevil v TV pořadu Noční show Davida Lettermana v New Yorku, potkal se a jamoval s B.B. Kingem. Rodgers řekl: "Vzrušení ještě úplně neodeznělo... alespoň pro mne. B.B. je bluesový gigant." V tom samém roce Paul Rodgers, Jimmie Vaughan, Levon Helm, bluesman Hubert Sumlin, Johnnie Johnson, James Cotton a další vystupující vyprodali koncert v Clevelandu, který se jmenoval Muddy Water Blues: A Tribute to Muddy Waters.
Na jaře 2001 se Rodgers vrátil do Austrálie, Anglie a Skotska na druhé kolo vyprodaných představení. V létě téhož roku absolvoval s Bad Company jejich americké turné.
Paul Rodgers a Bad Company vydali jejich první živé CD s DVD Merchants of Cool v roce 2002. Obsahovalo všechny jejich hity a nový singl "Joe Fabulous" napsaný Rodgersem. Singl se stal hitem číslo 1 na Classic Rock Radio a v Top 20 on mainstreamových rozhlasových stanicích v USA. V prvním debutovém týdnu bylo DVD číslem 3 v Kanadě a číslem 4 v USA. Joe Fabulous Tour bylo zahájeno v USA a jako vyprodané pokračovalo ve Spojeném království. Když bylo v Londýně, Rodgers tam vystupoval s Jeff Beckem v Royal Festival Hall. Rodgers byl pozván svým dlouholetým fanouškem Tony Blairem, aby vystoupil na konferenci Labour Party. "Celá Labour Party zpívala refrén písně "Wishing Well", kterou jsme napsali a hráli se skupinou Free, ...'love in a peaceful world'.

## Diskografie

### Solo
- Cut Loose (1983)
- Muddy Water Blues: A Tribute to Muddy Waters (1993)
- The Hendrix Set (live EP, 1993)
- Live: The Loreley Tapes (live album, 1996)
- Now (1997)
- Now and Live (2CD kompilace, 1997)
- Electric (2000)
- Live in Glasgow (2007)
- The Royal Sessions (2014)

### Free
- Tons Of Sobs (1968)
- Free (1969)
- Fire and Water (1970)
- Highway (1970)
- Free Live! (live album, 1971)
- Free At Last (1972)
- Heartbreaker (1973)
- The Best Of Free (1991)

### Bad Company
- Bad Company (1974)
- Straight Shooter (1975)
- Run With the Pack (1976)
- Burnin' Sky (1977)
- Desolation Angels (1979)
- Rough Diamonds (1982)
- The Original Bad Company Anthology (CD kompilace)
- Merchants of Cool (2002)

### The Firm s Jimmy Pagem z Led Zeppelin
- The Firm (1985)
- Mean Business (1986)
- The Firm Live at Hammersmith 1984 (DVD, 1984 omezený náklad)
- Five From the Firm (DVD, 1986)

### The Law s Kenney Jonesem z The Who
- The Law
- The Law II (nnevydáno)

### Queen + Paul Rodgers
Koncertní alba
- Return of the Champions (CD/LP/DVD, 2005)
- Super Live in Japan (DVD, 2006; vyšlo pouze v Japonsku
- Live in Ukraine (CD/DVD, 2009)

Studiová alba
- The Cosmos Rocks (CD 2008)

Singly
- Reachin' Out/Tie Your Mother Down (CD Single, 2005, vyšlo pouze v Evropě)
- Say It's Not True (Download/CD Single, 2007)
- C-lebrity (Download/CD Single, 2008)

Ostatní alba
- The A-Z of Queen, Volume 1 (2 DVD Tracks Only)